# Сунитиниб
Сунитини́б — противоопухолевое средство, низкомолекулярный ингибитор различных (более 80) тирозинкиназ, участвующих в процессах роста опухолей, патологического ангиогенеза и образования метастазов.
Применяется для лечения почечно-клеточного рака, резистентных гастроинтестинальных стромальных опухолей и тяжёлых случаев рака поджелудочной железы.
В качестве средства, применяемого при терапии почечно-клеточного рака и гастроинтестинальных стромальных опухолей, сунитиниб был зарегистрирован в США в январе 2006 года (одобрен Управлением по санитарному надзору за качеством пищевых продуктов и медикаментов, FDA). В России зарегистрирован для лечения больных раком почки в августе 2007 года, а в 2012 году включён в Перечень ЖНВЛП.

## Препарат Сутент
Сунитиниб составляет основу противоопухолевого препарата, выпускаемого под торговым названием Сутент (Sutent) фармацевтической компанией Pfizer, Inc. (США) и предназначенного для перорального приёма. Лекарственная форма — желатиновые капсулы; в роли действующего вещества выступает малат сунитиниба.

### Механизм действия
Основной мишенью сунитиниба являются α- и β-рецепторы тромбоцитарного фактора роста (PDGFR). Кроме того, он угнетает:
- рецепторы фактора роста эндотелия сосудов (VEGFR-1, VEGFR-2 и VEGFR-3);
- рецепторы фактора стволовых клеток (KIT);
- рецепторы Fms-подобной тирозинкиназы-3 (FLT-3);
- рецепторы колониестимулирующего фактора (CSF-1R);
- рецепторы нейротрофического глиального фактора (RET).

### Фармакокинетика
Сунитиниб применяется перорально в форме малата, в желатиновых капсулах, независимо от приёма пищи. После приёма препарата максимальная концентрация сунитиниба в плазме крови достигается примерно через 6—12 часов после приёма; приём пищи на биодоступность сунитиниба не влияет. Равновесные концентрации сунитиниба и его основного метаболита в плазме крови достигаются через 10—14 дней после начала приёма препарата. Связь сунитиниба и его метаболита с белками плазмы — 95 и 90 % соответственно.
Метаболизм сунитиниба происходит в основном в печени — за счёт окисления, опосредуемого изоферментом CYP3A4, в результате чего происходит образование основного активного метаболита (который дальше метаболизируется тем же изоферментом CYP3A4). Активность основного метаболита сходна с активностью самого сунитиниба. Доля циркулирующего в плазме активного метаболита составляет 23—37 % от величины площади под кривой «концентрация-время».
Сунитиниб имеет период полувыведения 40—60 часов, его основной активный метаболит — 80—110 часов; выводится из организма преимущественно вместе с калом (60 %).

### Показания
Сунитиниб показан при:
- распространённом и (или) метастатическом почечно-клеточном раке (в том числе, при отсутствии эффекта от терапии цитокинами);
- гастроинтестинальных стромальных опухолях при отсутствии эффекта от терапии иматинибом;
- нерезектабельных или метастатических нейроэндокринных опухолях поджелудочной железы[11].

### Побочные эффекты
Ниже приводится перечень (неполный) основных нежелательных явлений, выявленных при применении сунитиба. В зависимости от их характера и степени выраженности лечащий врач принимает решение:  о продолжении лечения данным препаратом с использованием стандартной либо сниженной дозировки (и применением — при необходимости — местной симптоматической терапии);  о приостановке приёма препарата на 7 или более дней;  о прекращении терапии сунитинибом.
| Перечень побочных эффектов |
| --- |
| В перечне упоминание каждого из данных нежелательных побочных эффектов сопровождается: пометкой «очень часто» — если частота возникновения эффекта больше 10 %; пометкой «часто» — если она лежит в пределах от 1 до 10 %; пометкой «нечасто» — если она лежит в пределах от 0,1 до 1 %. |
| - со стороны кожи: очень часто — кожная сыпь различного вида, ладонно-подошвенная эритродизэстезия, эритема, образование волдырей, сухость кожи, изменение окраски кожи или волос; часто — алопеция, шелушение кожи, кожный зуд, эксфолиативный дерматит; - со стороны системы пищеварения: очень часто — извращение вкуса, диарея, тошнота, рвота, стоматит, невралгия языка, мукозиты, диспепсия, анорексия, запор, боли в животе, метеоризм; часто — боли во рту, гастроэзофагеальный рефлюкс; нечасто — панкреатит; - со стороны системы кроветворения: очень часто — анемия, нейтропения, тромбоцитопения; часто — лейкопения; - со стороны дыхательной системы: очень часто — носовое кровотечение; часто — одышка, гортанно-глоточные боли; - со стороны сердечно-сосудистой системы: очень часто — повышение артериального давления; часто — снижение фракции выброса левого желудочка, венозные тромбоэмболии; нечасто — кровотечения из опухолей, застойная сердечная недостаточность; - со стороны эндокринной системы: часто — гипотиреоз, повышение уровня тиреотропного гормона; - со стороны нервной системы: очень часто — головная боль; часто — головокружение, парестезии, нарушения сна (бессонница или повышенная сонливость), депрессия; - прочие: очень часто — астения, повышенная утомляемость, повышение активности липазы в сыворотке крови; часто — слезотечение, периферические отёки, уменьшение массы тела, боли в конечностях, хроматурия (изменение окраски мочи); нечасто — гриппоподобный синдром. |

### Противопоказания
Основным противопоказанием является повышенная чувствительность к сунитинибу. Препарат не должны применять беременные женщины, поскольку для плода препарат потенциально опасен, обладая тератогенным действием и эмбриотоксичностью (в экспериментах на животных выявлена способность сунитиниба вызывать пороки развития). Не установлены эффективность и безопасность применения препарата для детей и кормящих матерей. Следует проявлять осторожность пациентам с артериальной гипертензией, кожными заболеваниями, наличием кровотечений в анамнезе, заболеваниями сердца, при почечной или печёночной недостаточности.

### Лекарственное взаимодействие
Рекомендуется избегать одновременного приёма препарата с потенциальными ингибиторами изофермента CYP3A4 (кетоконазол, ритонавир, итраконазол, эритромицин, кларитромицин, грейпфрутовый сок), способными повышать концентрацию сунитиниба в плазме крови; если этого сделать нельзя, может потребоваться уменьшение суточной дозы. Рекомендуется также избегать одновременного приёма с потенциальными индукторами изофермента CYP3A4 (рифампицин, дексаметазон, фенитоин, карбамазепин, фенобарбитал, зверобой продырявленный), способными понижать концентрацию сунитиниба в плазме крови; если этого сделать нельзя, может потребоваться поэтапное увеличение суточной дозы с тщательным мониторингом его переносимости.

## Сунитиниб в таргетной терапии рака почки
Сунитиниб проявил себя — наряду с сорафенибом — как одно из наиболее многообещающих средств таргетной терапии почечно-клеточного рака. Эффективность данного средства изучалась, в частности, в двух исследованиях II фазы соответственно у 63 и 105 пациентов с метастатическим раком почки, которые не получили до этого положительного эффекта от терапии цитокинами. Частота частичных регрессий в данных исследованиях составила 40—43 %, стабилизации более чем на 3 месяца — 22—27 %. В исследованиях III фазы было показано, что применение сунитиниба приводило к более длительной безрецидивной выживаемости больных, чем терапия интерфероном-альфа.
Токсичность сунитиниба расценивается как умеренно выраженная; в то же время вопрос о профилактике и эффективной терапии токсических проявлений при терапии данным средством стоит весьма остро, поскольку (в отличие от рутинной терапии цитостатическими препаратами, которая осуществляется в ограниченные отрезки времени) лечение сунитинибом (и другими ингибиторами тирозинкиназ) носит непрерывный и длительный характер и продолжается иногда несколько лет. В этих условиях для врача весьма важны знание побочных эффектов применения сунитиниба, способов их профилактики и лечения, возможностей изменения дозы и режима назначения препарата, что позволяет минимизировать потребность в вынужденных перерывах таргетной терапии (чреватых бурным прогрессированием заболевания).